# ألفرد د. جونز
ألفرد د. جونز (بالإنجليزية: Alfred D. Jones) هو سياسي أمريكي، ولد في 13 يناير 1814، وتوفي في 1902.